# Copa Nacional de Clubes 2014
La Copa Nacional de Clubes 2014 fue el 50° torneo de clubes de la Organización del Fútbol del Interior.
El torneo consistió en dividir a todos los clubes en 16 series, en donde los dos primeros clasificaron a los octavos de final.
En esta temporada se coronó campeón Central.

## Equipos participantes
La siguiente es una lista de los equipos que disputarán la Copa Nacional de Clubes durante la Temporada 2014, según su procedencia:
| Artigas                                                            | Canelones                                                                        | Cerro Largo           | Colonia |
| ------------------------------------------------------------------ | -------------------------------------------------------------------------------- | --------------------- | --- |
| Wanderers (Artigas) San Eugenio (Artigas) Santa Rosa (Bella Unión) | Juanicó (Juanicó) Wanderers (Santa Lucía) Olmos (Villa Olmos) Ideal (Santa Rosa) | Melo Wanderers (Melo) | Atlético Valdense (Colonia Valdense) El General (Colonia) Horqueta Wanderers (Paso La Horqueta) Colón (Cardona) Reformers (Juan Lacaze) |

| Durazno                                                                                                   | Flores                                       | Florida                                                                                     | Lavalleja                                                                        |
| --- | -------------------------------------------- | ------------------------------------------------------------------------------------------- | -------------------------------------------------------------------------------- |
| Santa Bernardina (Durazno) Unión Juvenil (Durazno) Defensor Sporting (Sarandí del Yí) Wanderers (Durazno) | Porongos (Trinidad) Independiente (Trinidad) | Nacional (Florida) Atlético Florida (Florida) El Inca (Casupá) Barrio Viña (Sarandí Grande) | Barrio Olímpico (Minas) Guaraní Sarandí (Minas) Independiente (Batlle y Ordóñez) |

| Maldonado | Paysandú | Río Negro                                                                             | Rivera                                   |
| --- | -------- | ------------------------------------------------------------------------------------- | ---------------------------------------- |
| San Carlos (San Carlos) Atlético Fernandino (Maldonado) Ituzaingó (Punta del Este) Nacional (Pirarajá) Rampla Juniors (Pueblo Obrero) | Ninguno  | Tulipán (Fray Bentos) Laureles (Fray Bentos) Centenario (Fray Bentos) Atlanta (Young) | Peñarol (Rivera) Tranqueras (Tranqueras) |

| Rocha                                                                                     | Salto                                                                                              | San José                                                                                                  | Soriano                                                                         |
| ----------------------------------------------------------------------------------------- | -------------------------------------------------------------------------------------------------- | --- | ------------------------------------------------------------------------------- |
| Palermo (Rocha) Lavalleja (Rocha) Internacional (Barra del Chuy) Rampla Juniors (Lascano) | Ceibal (Salto) Sportivo Corralito (Corralito) Independiente (Granja Santa Ana) River Plate (Salto) | Central (San José) River Plate (San José) Universal (San José) Artigas (Ecilda Paullier) Huracán (Juncal) | Sud América (Mercedes) Polancos (Nueva Palmira) Santa Catalina (Santa Catalina) |

| Tacuarembó | Treinta y Tres                                                                                     |
| ---------- | -------------------------------------------------------------------------------------------------- |
| Ninguno    | Huracán (Treinta y Tres) Treinta y Tres (Treinta y Tres) Huracán (Vergara) San Jorge (Cerro Chato) |

## Primera fase

### Serie A
|  |   | Equipo                  | PJ | PG | PE | PP | GF | GC | DG  | PTS |
|  | - | ----------------------- | -- | -- | -- | -- | -- | -- | --- | --- |
|  | 1 | Wanderers (Artigas)     | 6  | 3  | 2  | 1  | 21 | 5  | +16 | 11  |
|  | 2 | Peñarol (Rivera)        | 6  | 3  | 2  | 1  | 16 | 6  | +10 | 11  |
|  | 3 | San Eugenio (Artigas)   | 6  | 2  | 3  | 1  | 14 | 7  | +7  | 9   |
|  | 4 | Tranqueras (Tranqueras) | 6  | 0  | 1  | 5  | 3  | 36 | -33 | 1   |

### Serie B
|  |   | Equipo                           | PJ | PG | PE | PP | GF | GC | DG  | PTS |
|  | - | -------------------------------- | -- | -- | -- | -- | -- | -- | --- | --- |
|  | 1 | Ceibal (Salto)                   | 6  | 5  | 1  | 0  | 24 | 1  | +23 | 16  |
|  | 2 | Independiente (Granja Santa Ana) | 6  | 1  | 3  | 2  | 6  | 10 | -4  | 6   |
|  | 3 | Santa Rosa (Bella Unión)         | 6  | 1  | 3  | 2  | 7  | 14 | -7  | 6   |
|  | 4 | Sportivo Corralito (Corralito)   | 6  | 1  | 1  | 4  | 4  | 16 | -12 | 4   |

### Serie C
|  |   | Equipo                   | PJ | PG | PE | PP | GF | GC | DG | PTS |
|  | - | ------------------------ | -- | -- | -- | -- | -- | -- | -- | --- |
|  | 1 | River Plate (Salto)      | 6  | 3  | 2  | 1  | 11 | 9  | +2 | 11  |
|  | 2 | Centenario (Fray Bentos) | 6  | 3  | 0  | 3  | 8  | 6  | +2 | 9   |
|  | 3 | Tulipán (Fray Bentos)    | 6  | 2  | 3  | 1  | 9  | 9  | +0 | 9   |
|  | 4 | Atlanta (Young)          | 6  | 0  | 3  | 3  | 4  | 8  | -4 | 3   |

### Serie D
|  |   | Equipo                          | PJ | PG | PE | PP | GF | GC | DG | PTS |
|  | - | ------------------------------- | -- | -- | -- | -- | -- | -- | -- | --- |
|  | 1 | Sud América (Mercedes)          | 6  | 3  | 1  | 2  | 10 | 6  | +4 | 10  |
|  | 2 | Polancos (Nueva Palmira)        | 6  | 3  | 1  | 2  | 7  | 6  | +1 | 10  |
|  | 3 | Laureles (Fray Bentos)          | 6  | 3  | 0  | 3  | 14 | 14 | +0 | 9   |
|  | 4 | Santa Catalina (Santa Catalina) | 6  | 1  | 2  | 3  | 7  | 12 | -5 | 5   |

### Serie E
|  |   | Equipo                                | PJ | PG | PE | PP | GF | GC | DG  | PTS |
|  | - | ------------------------------------- | -- | -- | -- | -- | -- | -- | --- | --- |
|  | 1 | Universal (San José)                  | 6  | 5  | 1  | 0  | 13 | 0  | +13 | 16  |
|  | 2 | Wanderers (Santa Lucía)               | 6  | 2  | 2  | 2  | 5  | 3  | +2  | 8   |
|  | 3 | Horqueta Wanderers (Paso La Horqueta) | 6  | 2  | 1  | 3  | 5  | 10 | -5  | 7   |
|  | 4 | Artigas (Ecilda Paullier)             | 6  | 1  | 0  | 5  | 5  | 15 | -10 | 3   |

### Serie F
|  |   | Equipo                               | PJ | PG | PE | PP | GF | GC | DG | PTS |
|  | - | ------------------------------------ | -- | -- | -- | -- | -- | -- | -- | --- |
|  | 1 | El General (Colonia)                 | 4  | 2  | 1  | 1  | 9  | 6  | +3 | 7   |
|  | 2 | Atlético Valdense (Colonia Valdense) | 4  | 2  | 0  | 2  | 3  | 5  | -2 | 6   |
|  | 3 | Reformers (Juan Lacaze)              | 4  | 1  | 1  | 2  | 5  | 6  | -1 | 4   |

### Serie G
|  |   | Equipo                   | PJ | PG | PE | PP | GF | GC | DG  | PTS |
|  | - | ------------------------ | -- | -- | -- | -- | -- | -- | --- | --- |
|  | 1 | Central (San José)       | 6  | 4  | 1  | 1  | 15 | 10 | +5  | 13  |
|  | 2 | Unión Juvenil (Durazno)  | 6  | 3  | 1  | 2  | 19 | 12 | +7  | 10  |
|  | 3 | Independiente (Trinidad) | 6  | 2  | 3  | 1  | 16 | 13 | +3  | 9   |
|  | 4 | Colón (Cardona)          | 6  | 0  | 1  | 5  | 9  | 24 | -15 | 1   |

### Serie H
|  |   | Equipo                             | PJ | PG | PE | PP | GF | GC | DG  | PTS |
|  | - | ---------------------------------- | -- | -- | -- | -- | -- | -- | --- | --- |
|  | 1 | Nacional (Florida)                 | 4  | 3  | 0  | 1  | 10 | 3  | +7  | 9   |
|  | 2 | Wanderers (Durazno)                | 4  | 2  | 1  | 1  | 7  | 2  | +5  | 7   |
|  | 3 | Defensor Sporting (Sarandí del Yí) | 4  | 0  | 1  | 3  | 1  | 13 | -12 | 1   |

### Serie I
|  |   | Equipo                       | PJ | PG | PE | PP | GF | GC | DG  | PTS |
|  | - | ---------------------------- | -- | -- | -- | -- | -- | -- | --- | --- |
|  | 1 | Porongos (Trinidad)          | 6  | 3  | 3  | 0  | 11 | 3  | +8  | 12  |
|  | 2 | Santa Bernardina (Durazno)   | 6  | 3  | 2  | 1  | 12 | 6  | +6  | 11  |
|  | 3 | Atlético Florida (Florida)   | 6  | 2  | 2  | 2  | 13 | 9  | +4  | 8   |
|  | 4 | Barrio Viña (Sarandí Grande) | 6  | 0  | 1  | 5  | 2  | 20 | -18 | 1   |

### Serie J
|  |   | Equipo                 | PJ | PG | PE | PP | GF | GC | DG | PTS |
|  | - | ---------------------- | -- | -- | -- | -- | -- | -- | -- | --- |
|  | 1 | River Plate (San José) | 6  | 3  | 2  | 1  | 12 | 7  | +5 | 11  |
|  | 2 | Juanicó (Juanicó)      | 6  | 3  | 1  | 2  | 9  | 9  | +0 | 10  |
|  | 3 | Olmos (Villa Olmos)    | 6  | 3  | 0  | 3  | 11 | 7  | +4 | 9   |
|  | 4 | Huracán (Juncal)       | 6  | 1  | 1  | 4  | 5  | 14 | -9 | 4   |

### Serie K
|  |   | Equipo                  | PJ | PG | PE | PP | GF | GC | DG  | PTS |
|  | - | ----------------------- | -- | -- | -- | -- | -- | -- | --- | --- |
|  | 1 | Guaraní Sarandí (Minas) | 6  | 4  | 2  | 0  | 19 | 6  | +13 | 14  |
|  | 2 | Barrio Olímpico (Minas) | 6  | 4  | 2  | 0  | 16 | 6  | +10 | 14  |
|  | 3 | El Inca (Casupá)        | 6  | 2  | 0  | 4  | 9  | 14 | -5  | 6   |
|  | 4 | Nacional (Pirarajá)     | 6  | 0  | 0  | 6  | 4  | 22 | -18 | 0   |

### Serie L
|  |   | Equipo                          | PJ | PG | PE | PP | GF | GC | DG | PTS |
|  | - | ------------------------------- | -- | -- | -- | -- | -- | -- | -- | --- |
|  | 1 | Ituzaingó (Punta del Este)      | 4  | 3  | 0  | 1  | 7  | 3  | +4 | 9   |
|  | 2 | Ideal (Santa Rosa)              | 4  | 2  | 1  | 1  | 6  | 5  | +1 | 7   |
|  | 3 | Atlético Fernandino (Maldonado) | 4  | 0  | 1  | 3  | 3  | 8  | -5 | 1   |

### Serie M
|  |   | Equipo                         | PJ | PG | PE | PP | GF | GC | DG  | PTS |
|  | - | ------------------------------ | -- | -- | -- | -- | -- | -- | --- | --- |
|  | 1 | Lavalleja (Rocha)              | 4  | 4  | 0  | 0  | 13 | 0  | +13 | 12  |
|  | 2 | Internacional (Barra del Chuy) | 4  | 1  | 1  | 2  | 4  | 8  | -4  | 4   |
|  | 3 | Rampla Juniors (Lascano)       | 4  | 0  | 1  | 3  | 3  | 12 | -9  | 1   |

### Serie N
|  |   | Equipo                         | PJ | PG | PE | PP | GF | GC | DG | PTS |
|  | - | ------------------------------ | -- | -- | -- | -- | -- | -- | -- | --- |
|  | 1 | San Carlos (San Carlos)        | 4  | 2  | 2  | 0  | 7  | 3  | +4 | 8   |
|  | 2 | Palermo (Rocha)                | 4  | 2  | 2  | 0  | 7  | 5  | +2 | 8   |
|  | 3 | Rampla Juniors (Pueblo Obrero) | 4  | 0  | 0  | 4  | 6  | 12 | -6 | 0   |

### Serie O
|  |   | Equipo                           | PJ | PG | PE | PP | GF | GC | DG | PTS |
|  | - | -------------------------------- | -- | -- | -- | -- | -- | -- | -- | --- |
|  | 1 | Huracán (Vergara)                | 4  | 2  | 0  | 2  | 6  | 5  | +1 | 6   |
|  | 2 | San Jorge (Cerro Chato)          | 4  | 1  | 2  | 1  | 6  | 6  | +0 | 5   |
|  | 3 | Independiente (Batlle y Ordóñez) | 4  | 1  | 2  | 1  | 5  | 6  | -1 | 5   |

### Serie P
|  |   | Equipo                          | PJ | PG | PE | PP | GF | GC | DG | PTS |
|  | - | ------------------------------- | -- | -- | -- | -- | -- | -- | -- | --- |
|  | 1 | Melo Wanderers (Melo)           | 4  | 3  | 1  | 0  | 7  | 2  | +5 | 10  |
|  | 2 | Huracán (Treinta y Tres)        | 4  | 1  | 2  | 1  | 5  | 5  | +0 | 5   |
|  | 3 | Treinta y Tres (Treinta y Tres) | 4  | 0  | 1  | 3  | 4  | 9  | -5 | 1   |

## Fase final
| Uruguay                                                  |
| Campeón Copa Nacional de Clubes 2014 Central 2.do título |